# Дідовичі (Звягельський район)
Дідо́вичі — село в Україні, у Новоград-Волинській міській територіальній громаді Звягельського району Житомирської області. Населення становить 606 осіб (2001).

## Історія
У польському географічному словнику за рік 1885 вказано, як село пол. Mołotkowo (Молотково).
У 1906 році — село Піщівської волості Новоград-Волинського повіту Волинської губернії. Відстань від повітового міста 17 верст, від волості —3. Дворів 104, мешканців 690.
12 червня 2020 року, відповідно до розпорядження Кабінету Міністрів України № 711-р «Про визначення адміністративних центрів та затвердження територій територіальних громад Житомирської області», територію й населені пункти Дідовицької сільської ради включено до складу Новоград-Волинської міської територіальної громади Новоград-Волинського (згодом — Звягельський) району Житомирської області.

## Населення

### Мова
Розподіл населення за рідною мовою за даними перепису 2001 року:
| Мова       | Кількість | Відсоток |
| ---------- | --------- | -------- |
| українська | 604       | 99.67%   |
| російська  | 2         | 0.33%    |
| Усього     | 606       | 100%     |